# 新青蛙王子
〈新青蛙王子〉（英語：The Hard Easy）是《探險活寶》第四季的第23集。在卡通頻道2012年10月1日播出。本集以阿寶和老皮為主角。一群長腳的魚的請求阿寶和老皮的，免受天敵超級青蛙。阿寶終於得知這隻青蛙其實是被詛咒的王子，要用親吻的方式解除魔咒。